# Gepard Express
Gepard Express, SE (Fahrzeughalterkennzeichnung GE) ist ein tschechisches Eisenbahnverkehrsunternehmen mit Sitz in Brünn. Das Unternehmen wurde 2019 gegründet und befindet sich vollständig im Besitz von Albert Fikáček.
Neben Linienverkehr bietet das Unternehmen auch individuelle Transportleistungen an und ist Träger weiterer Projekte.

## Busverkehr
Gepard Express betrieb Linienverbindungen von Brünn zum Flughafen Wien und zum Václav-Havel-Flughafen Prag.

## Schienenverkehr

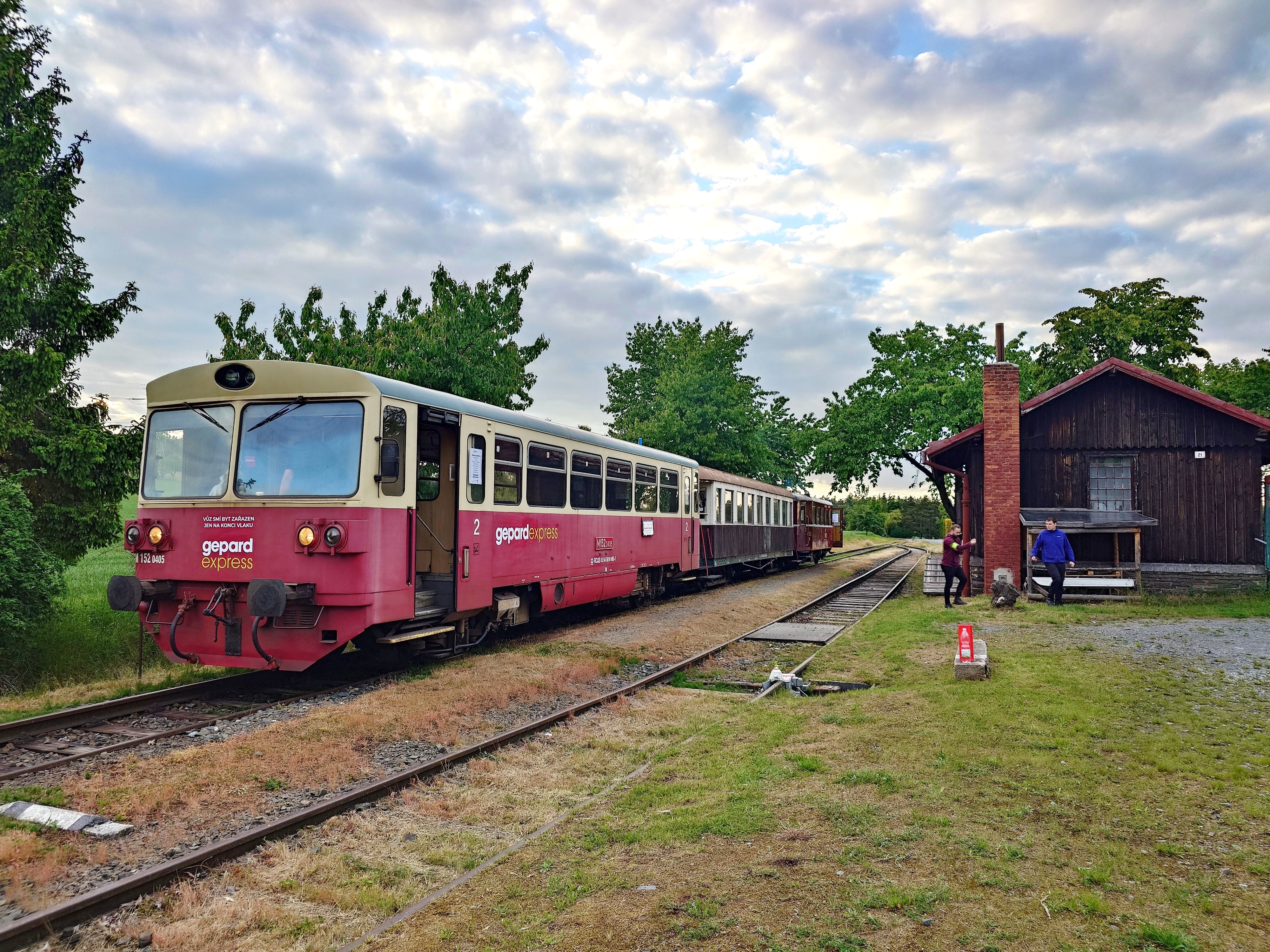
Zug von Gepard Express, an zweiter Stelle im Zugverband ein ehemaliger Personenwagen der Pressburger Bahn

Am 17. April 2021 fuhr das Unternehmen in Kooperation mit Railway Capital und der Gemeinde Hevlín einen Sonderzug auf der neu kategorisierten Strecke Bahnstrecke Hrušovany nad Jevišovkou-Šanov–Hevlín.
Im Februar 2022 organisierte Gepard Express für die Stadt Brünn einen Präsentationszug zum Flughafen Wien-Schwechat. Ab Juni 2023 wurden tägliche Verbindungen auf dieser Strecke angeboten, bis Anfang 2025 auf Busbetrieb umgestellt wurde. Im Sommerfahrplan 2025 scheint wieder ein nächtlich verkehrendes Zugpaar auf.
Seit dem 24. Mai 2025 betreibt Gepard Express die saisonale touristische Linie Hvozdnický Express.

### Fahrzeuge
Seit 2023 besitzt Gepard Express zwei Gleichstromlokomotiven der Reihen 121 und 140. Über die slowakische Firma Wagon Service, ebenfalls im Besitz von Albert Fikáček, hat das Unternehmen Zugriff auf Schlafwagen.
Ebenfalls im Besitz des Unternehmens ist ein zum Saunawagen umgebauter ehemaliger Dienstwagen.

## VlakFest

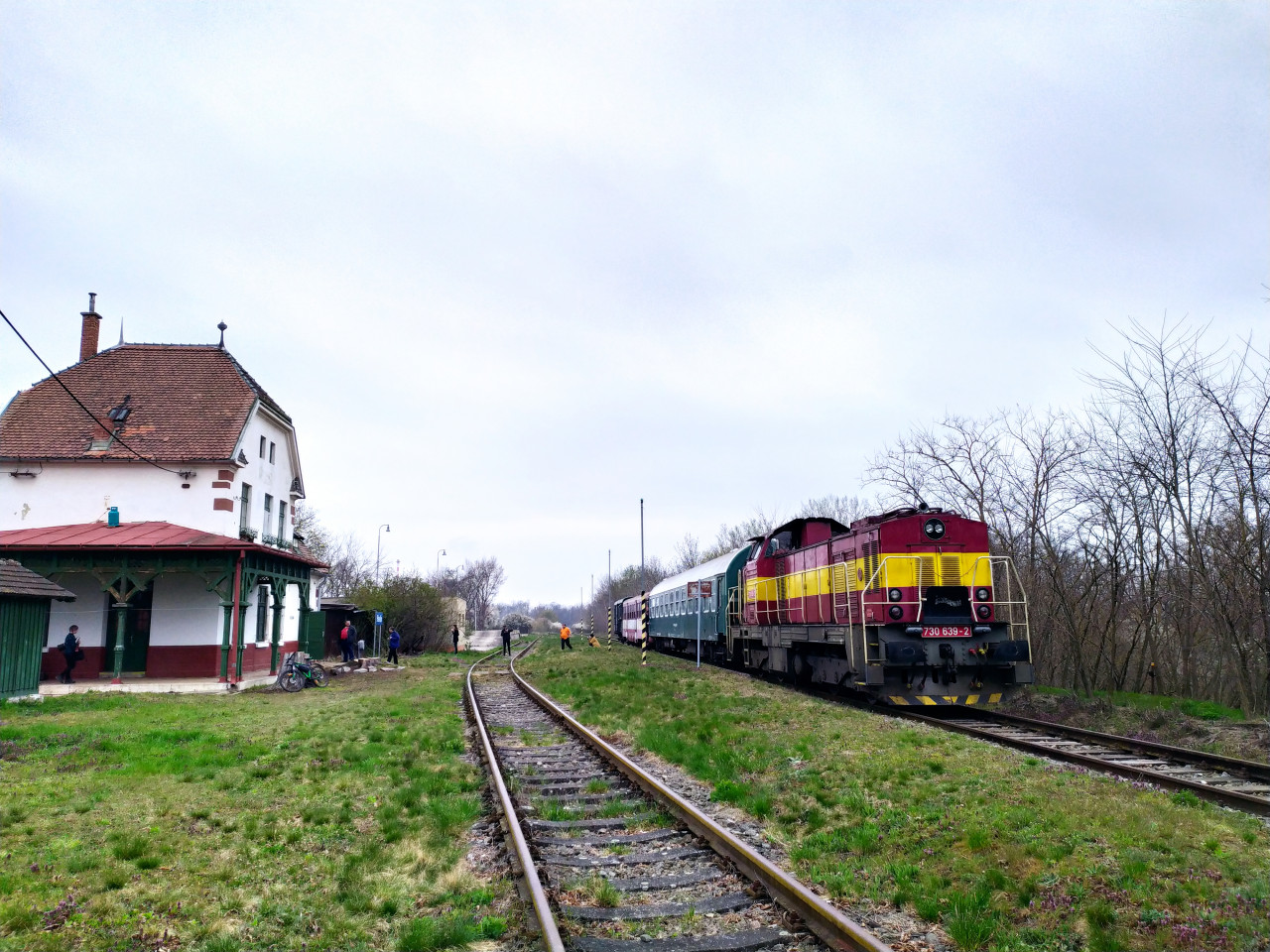
VlakFest-Zug in Hevlín

Ein von Gepard Express betriebenes Projekt für Veranstaltungen und Festivalreisen in Sonderzügen, u. a. nach Tschechien, Slowakei, Bosnien und Herzegowina und Moldawien. In den Zügen wird Livemusik angeboten, an den Reisezielen werden Veranstaltungen organisiert.

## Soziales Engagement
2021 stellte Gepard Express Schlafwagen zur Unterbringung von Betroffenen und Helfern nach dem Tornado in Südmähren bereit.

## Südböhmische Schmalspurbahnen
Im April 2024 wurde Gepard Express von den Regionen Südböhmen und Vysočina als neuer Betreiber der Schmalspurbahn Jindřichův Hradec–Nová Bystřice und Schmalspurbahn Jindřichův Hradec–Obrataň ausgewählt, nach dem der bisherige Eigentümer Jindřichohradecké místní dráhy (JHMD) im September 2022 Insolvenz anmelden musste.
Nach dem Scheitern aller Sanierungskonzepte stand die JHMD im April 2025 in einer Auktion als Ganzes zum Verkauf. Gepard Express bot 83 Millionen Kronen und gewann die Auktion. Das Kreisgericht in České Budějovice genehmigte den Verkauf am 2. Juli 2025.
Zur Finanzierung wurde der Busbetrieb zum 1. August 2025 an RegioJet verkauft. Der Betrieb auf den beiden Strecken soll so schnell wie möglich mit den verbliebenen Mitarbeitern wieder aufgenommen werden.